# Jacob Bosch
Jacob Bosch (1652–1704) jezsuita szerzetes. A szimbólumokkal foglalkozott. A neve előfordul Bosch Jakab, Jacobus Bosch és Jacobus Boschius alakban is. 

## Munkássága
Hét beszéd a jelképek művészetéről című könyvében nagyon találó meghatározását adja a címeralaknak, a szimbólumnak.

## Művei
- Pallavicino, Pietro Sforza - Bosch, Jacob: Tractatus de stylo et dialogo. In quo Dum Didascalicae scriptionis forma quaeritur, Omnia fere styli decora ordine expenduntur ... Monachii: Jaecklin, 1678
- Archiválva 2011. augusztus 31-i dátummal a Wayback Machine-ben *
- Jacobus Boschius: Symbolographia sive de arte symbolica sermones septem. Auctore R.P. Jacobo Boschio e Societate Jesu. Quibus accessit studio & operâ ejusdem sylloge celebriorum symbolorum in quatuor divisa classes sacrorum, heroicorum, ethicorum, et satyricorum bis mille iconismis expressa. Praeter alia totidem ferme symbola ordine suo fusiùs descripta cum suis rerum, figurarum, et lemmatum indicibus. Cum facultate superiorum. Augustae Vindelicorum, Dilingae, apud J. C. Bencard, 1701. [Augsburg: Johan Kaspar Bencard, 1701]
- Bosch Jacobus: De arte symbolica sermones septem. Aug. Vindelicorum 1702.
- Jacobus Boschius: Symbolographia sive De arte symbolica sermones septem, ..... van het Tuin der onkuisheiddrieluik van Jeroen Bosch, Amsterdam 1956,
- Bosch, Jacob: Sylloge Celebriorum Symbolorum In Qvatvor Divisa Classes Sacrorum, Heroicorum, Ethicorum, Et Satyricorum Bis Mille Iconismis Expressa. Augustae Vindelicorum, Dilingae, 1702